# Godflesh
Godfleš (engl. Godflesh) britanski je industrijal metal sastav iz Birmingema, Engleska. Isprva osnovljena pod nazivom Fall of Because 1982. godine, grupa sastavljena od Džastina Brodrika (gitara, vokali, produkcija) i G. C. Grina (bas gitara) menja naziv u Godflesh 1988. godine. Grupa se rastala 2002. godine, a 2009. godine članovi grupe su najavili da će se ponovo okupiti tokom 2010. godine. Zbog svojeg inovativnog zvuka, sastav se često pominje kao glavni uticaj na razvoj post metala i industrijal metala.
Vukući uticaje iz elektronske grupe Whitehouse, noiz rok sastava Swans, ambijentalne muzike Brajana Inoa i tvrdog metal zvuka grupe Blek Sabat, Godflesh su osmislili svoj zvuk koji će kasnije biti poznat kao industrijal metal.
Grupa u svojoj muzici često koristi elektronske uređaje, kao što su bubanj mašina i sintesajzeri, pa ih čak navodi kao članove sastava pod imenom „Mašine”. Gitarski zvuk je neskladan, dok je bas zvuk naglašen i jak. Brodrikovi pevanje predstavlja mešavinu teških vokala sličnim u det metal muzici, ali i melodičnog, „čistog” vokala. Tekstovi pesama su sažeti, mistični i sumorni, a celokupan način izvođenja pesama često se opisuje kao apokaliptičan.
Članovi grupe često su eksperimentisali sa drugim muzičarima i žanrovima, kao što su elektronska muzika, dab i hip-hop. Džastin Brodrik je pored grupe Godflesh samostalno ili kroz učešće u brojnim grupama i kolaboracijama izdao desetine albuma; najzapaženiji projekti su Jesu i Final.
Grupu su često mnogi navodili kao uticaj, a neke od ovih grupa su između ostalih Korn, Metallica, Danzig, Faith No More, Fear Factory, Converge, Isis, Pitchshifter i Ministry.

## Diskografija

### Studijski albumi
- (1989)
- (1992)
- (1994)
- (1996)
- (1999)
- (2001)
- (2014)
- (2017)

### EP
- (1988)
- (1991)
- (1991)
- (1991)
- (1991)
- (1994)
- (2000)
- (2014)

### Remiks
- (1997)

### Kompilacije
- (1996)
- (1996)
- (2001)

### Singlovi
- (1991)
- (1995)

## Spoljašnje veze
- Fan stranica
- Blog Džastina Brodrika